# حسام الدين القادري النقيب
حسام الدين القادري الحسني البغدادي، إمام وعالم دين من شيوخ الصوفية في مدينة بغداد في عهد الدولة العثمانية، ومن أعلام الطريقة القادرية والأسرة الكيلانية، عالم، وفقيه، ومحدث. عاش في عصر يموج بأنواع الاضطرابات السياسية والعقدية في العالم الإسلامي.

## نسبه
حسام الدين الكيلاني النقيب بن نور الدين بن ولي الدين بن 
زين الدين القادري بن شرف الدين بن شمس الدين محمد بن نور الدين علي بن عز الدين حسين بن شمس الدين محمد الأكحل بن حسام الدين شرشيق  بن جمال الدين محمد الهتاك بن عبد العزيز بن الشيخ عبد القادر الجيلاني  بن موسى الثالث بن عبد الله الجيلي بن يحيى الزاهد بن محمد المدني بن داود أمير مكة بن موسى الثاني بن عبد الله الصالح بن موسى الجون بن عبد الله المحض بن الحسن المثنى بن الحسن المجتبى بن علي بن أبي طالب.

## ترجمته
حسام الدين بن الشيخ نور الدين الكيلاني، كان مثال الورع والتقوى، مرجع الشكوى في بيته، عالماً فاضلاً، عادلاً، شديد الخوف من الله تعالى، قال بعض معاصريه فيه: صاحبت الشيخ حسام الدين القادري مدة طويلة، فما رأيت ببغداد، أتقى وأورع وأزكى من الشيخ حسام الدين القادري. في سنة 1145هـ/ 1732م انقطع المطر وحدث غلاء ببغداد، فأخرج جميع ما عنده ووزعه على الفقراء والمساكين.
وقد توفي ببغداد سنة 1163هـ/ 1749م، ودفن في الحضرة الكيلانية.
(وذرية حسام الدين النقيب تعرف ب«العوائل الأربعة» ولدين هما:
- محمد درويش بن حسام الدين ومن ذريته ال النقيب عبد الرحمن الكيلاني النقيب [5] ببغداد وال مصطفى الحجي الالوسي .
- يحيى بن حسام الدين (المتوفى في حياة والده) ومن ذريته ال الحجية ذرية ولي الدين القادري بن عثمان بن يحيى وال المطلك وال عمر ذرية النقيب أبي بكر بن يحيى في ديالى).[6][7]

## سند أجازته
حسام الدين القادري عن شيخه ووالده السيد نور الدين القادري عن شيخه ووالده السيدولي الدين القادري عن شيخه ووالده السيد زين الدين الكبيرالقادري عن شيخه ووالده السيد شرف الدين القادري عن شيخه ووالده السيد شمس الدين القادري عن شيخه ووالده السيد محمد الهتاك عن شيخه ووالده السيد عبد العزيز القادري عن شيخه ووالده سلطان الأولياء والعارفين السيد الشيخ عبد القادر الجيلاني عن القاضي الشيخ أبو سعيد المبارك المخزومي عن الشيخ علي الحكاري عن الشيخ أبو فرج الطوسي عن الشيخ أبو بكر الشبلي عن الشيخ عبد الواحد التميمي عن شيخ الطائفتين الشيخ الجنيد عن خاله السري السقطي عن الشيخ معروف الكرخي عن الشيخ داود الطائي عن الشيخ حبيب العجمي عن الشيخ التابعي الحسن البصري عن أمير المؤمنين علي بن أبي طالب.

## وفاته
وقد توفي سنة 1027هـ/ 1617م. ودفن في الحضرة الكيلانية.

## شجرة عائلته
- تحقيق: «شجرة النسب التاريخية لآل حسام الدين الكيلاني النقيب» لعبد الستار الكيلاني pdf.

## أعلام من ذريته
- عبد الرحمن الكيلاني النقيب
- ولي الدين القادري.
- رشيد عالي الكيلاني.
- يوسف الكيلاني.
- عبد الكريم بن عبد الرحيم القادري.
- عبد الرحمن الكيلاني النقيب.
- فالح الكيلاني.
- جمال الدين فالح الكيلاني.
- عفيف الكيلاني.
- كامل مبدر الكيلاني.
- أحمد بن حسن الكيلاني.
- حامد الكيلاني.
- كامل مبدر الكيلاني.
- عبد الستار الكيلاني.
- معن خليل عمر.
- لمياء الكيلاني.
- عبد القادر عبد الله الكيلاني.

## وصلات خارجية
- موقع الطريقة القادرية العلية
- موقع الطريقة القادرية العلية في مصر
- موقع الطريقة القادرية البودشيشية
- الطريقة القادرية - دائرة الشيخ حسن القرة جيواري
- كيفية مجلس الذكر في الطريقة القادرية
- أوراد الطريقة القادرية اليومية
- ورد الأنفس السبعة في الطريقة القادرية